# ギャグパラダイス!俺たちにカギはない
『ギャグパラダイス!俺たちにカギはない』（ギャグパラダイス おれたちにカギはない）は、1986年9月29日に日本テレビ系列で月曜19:30 ‐ 20:00（JST）に放送された単発コメディドラマである。ロート製薬の一社提供番組。
それまでこの枠で放送された『大きなお世話だ』『（新）ごきげん月曜7時半』に出演した、三宅裕司率いる劇団SET主演による単発作品である。『大きなお世話だ』『月曜7時半』がスタジオ収録なのに対し、本作は全編野外ロケで製作された。
本作を最後に、1963年2月開始の時代劇『白面剣士 牛若天狗』で幕を開け、その後放送日時を変えながら『底ぬけ脱線ゲーム』『ほんものは誰だ!』など多数の番組を輩出した日本テレビ系列におけるロート製薬一社提供番組は、23年7か月の歴史に幕を降ろした。その後同社は後継番組である『セーラー服反逆同盟』以降も、引き続き各社扱いとして提供を継続し、さらに1989年10月に読売テレビ制作枠へと変更後もロート製薬は各社扱いとして提供を維持したが、『YAWARA!』の途中（1990年3月末）でロート製薬がスポンサーを降板した。

## 出演者
- 三宅裕司
- 小倉久寛
- 山崎大輔
- 永田耕一
- 八木橋修
- 石井桂子
- 三谷悦代
- 野添義弘
- 今村明美
- 山中麻里
- 寺脇康文
- 保坂広美

## スタッフ
- 脚本：大沢直行
- 演出：武村数夫
- カメラ：高田治
- 照明：宮坂紀夫
- 音声：石井俊二、平沢晃、森田篤
- 技術協力：ニユーテレス
- プロデューサー：越智貞夫
- 制作：原薫太郎、吉村ゆう、佐久間雄大、稲庭田美子

## 補足
- 本作のロート製薬のオープニングキャッチのテロップは、「提供 ROHTO ロート製薬（1989年まで使用していた当時の企業ロゴ）」となっており、タイトル名がクレジットされていない特別バージョンだった（初代カラーバージョンと同じ映像構成だが、企業ロゴの上の「提供」の文字の有無が異なる）。
- 日本テレビのロート製薬一社提供の特別番組は、1982年2月に『勝抜きドンドン歌合戦』開始前のつなぎ番組として放送された『演歌スペシャル』以来4年7か月ぶりで、コメディ作品としては唯一の番組である。
- 『大きなお世話だ』や『（新）ごきげん!月曜7時半』と同様、『はーいステップジュン』の効果音で使われた曲と同じものになっていたのが支流だったが、本番組のみ効果音は無かった。

## 参考資料
- テレビドラマデータベース